# Ivenrode
Ivenrode este o comună din landul Saxonia-Anhalt, Germania.